# MM vol. 4
MM vol. 4 è il quinto mixtape del rapper italiano MadMan, pubblicato il 12 novembre 2021 dalla Tanta Roba e dalla Universal Music Group.

## Tracce
Testi di Pierfrancesco Botrugno, eccetto dove indicato.
1. Jacuzzi – 1:40 (musica: Filippo Gallo)
2. Chillin' – 2:46 (musica: Filippo Gallo)
3. La cosa – 2:10 (musica: Filippo Gallo)
4. Vero o Falso (feat. Speranza e Rafilù) – 2:27 (testo: Pierfrancesco Botrugno, Ugo Scicolone e Raffaele De Sieno – musica: Sadiki Forbes)
5. Solo per me (feat. Massimo Pericolo) – 2:59 (testo: Pierfrancesco Botrugno, Alessandro Vanetti – musica: Filippo Gallo)
6. Hot pot – 2:10 (musica: Filippo Gallo)
7. Garda – 2:22 (musica: Filippo Gallo)
8. Veleno 8 (feat. Gemitaiz) – 3:03 (testo: Pierfrancesco Botrugno, Davide De Luca – musica: Filippo Gallo, Flavio Ranieri)
9. Like This Like That (feat. Yung Snapp & MV Killa) – 2:37 (testo: Pierfrancesco Botrugno, Antonio Lago, Marcello Valerio – musica: Antonio Lago)
10. Defcon1 – 1:44 (musica: Filippo Gallo)
11. Audi (feat. Ivan) – 2:06 (testo: Pierfrancesco Botrugno, Ivan Todisco – musica: Filippo Gallo)
12. Gaudí – 2:54 (musica: Filippo Ranieri)
13. Alfredo's (feat. Mattaman, Lil'Pin, Nacho, Rik Rox) – 2:43 (testo: Pierfrancesco Botrugno, Roberto Matta, Italo Piras, Nicola Pinna – musica: Riccardo Nonnis)
14. NSFCM – 2:02 (musica: Luca Garzia, Marco De Pascale)
15. Niente di nuovo – 2:36 (musica: Davide Melacca)
16. Chillin' Rmx (feat. Zano) – 2:46 (testo: Pierfrancesco Botrugni, Cristiano Spadaccini – musica: Filippo Gallo)

## Classifiche
| Classifica (2021) | Posizione massima |
| ----------------- | ----------------- |
| Italia            | 2                 |